# Gli Invincibili
Gli Invincibili (wł. niezwyciężeni) – termin utworzony przez włoskich dziennikarzy sportowych określający w latach 1991 - 1993 piłkarski zespół A.C. Milan pod wodzą Arrigo Sacchiego.
Pomiędzy 26 maja 1991 a 21 marca 1993 piłkarze Milanu nie odnieśli ani jednej porażki w lidze włoskiej, ustanawiając rekord Serie A - 58 spotkań z rzędu bez przegranego meczu (39 zwycięstw i 19 remisów).

## Wykaz spotkań Milanu
| -. Bari - Milan 2:1 1. Milan - Parma 0:0 2. Ascoli - Milan 0:1 3. Milan - Cagliari 1:0 4. Juventus - Milan 1:1 5. Milan - Fiorentina 1:1 6. Milan - Genoa 1:1 7. Atalanta - Milan 0:2 8. Milan - Parma 2:0 9. Bari - Milan 0:1 10. Milan - Roma 4:1 11. Sampdoria - Milan 0:2 12. Milan - Cremonese 3:1 13. Inter - Milan 1:1 14. Milan - Torino 2:0 15. Lazio - Milan 1:1 16. Milan - Napoli 5:0 17. Verona - Milan 0:1 18. Milan - Foggia 3:1 19. Milan - Ascoli 4:1 | 20. Cagliari - Milan 1:4 21. Milan - Juventus 1:1 22. Fiorentina - Milan 0:0 23. Genoa - Milan 0:0 24. Milan - Atalanta 3:1 25. Parma - Milan 1:3 26. Milan - Bari 2:0 27. Roma - Milan 1:1 28. Milan - Sampdoria 5:1 29. Cremonese - Milan 1:1 30. Milan - Inter 1:0 31. Torino - Milan 2:2 32. Milan - Lazio 2:0 33. Napoli - Milan 1:1 34. Milan - Verona 4:0 35. Foggia - Milan 2:8 36. Milan - Foggia 1:0 37. Pescara - Milan 4:5 38. Milan - Atalanta 2:0 39. Sampdoria - Milan 1:2 | 40. Fiorentina - Milan 3:7 41. Milan - Lazio 5:3 42. Parma - Milan 0:2 43. Milan - Torino 0:0 44. Napoli - Milan 1:5 45. Milan - Inter 1:1 46. Juventus - Milan 0:1 47. Milan - Udinese 1:1 48. Milan - Ancona 2:0 49. Roma - Milan 0:1 50. Milan - Cagliari 1:0 51. Brescia - Milan 0:1 52. Milan - Genoa 1:0 53. Foggia - Milan 2:2 54. Milan - Pescara 4:0 55. Atalanta - Milan 1:1 56. Milan - Sampdoria 4:0 57. Milan - Fiorentina 2:0 58. Lazio - Milan 2:2 --. Milan - Parma 0:1 |